# 宏克力镇
宏克力镇是中国黑龙江省哈尔滨市依兰县下辖的一个镇，位于依兰县东部。